# Lleonci (jurista del segle VI)
Lleonci (en llatí Leontius, en grec Λεόντιος) fou un jurista romà d'Orient.
L'emperador Justinià I el va nomenar membre de la comissió dels deu que havia de compilar un Codi legal que unifiqués les legislacions existents. Lleonci portava el títols de vir eminentissimus, magister militum, consularis atque patricius. Més tard l'emperador el va utilitzar per altres compilacions legals però no fou membre de la comissió que va redactar la versió definitiva del Codi de Justinià, si bé un altre Lleonci sí que en fou membre.